# 마니메칼라

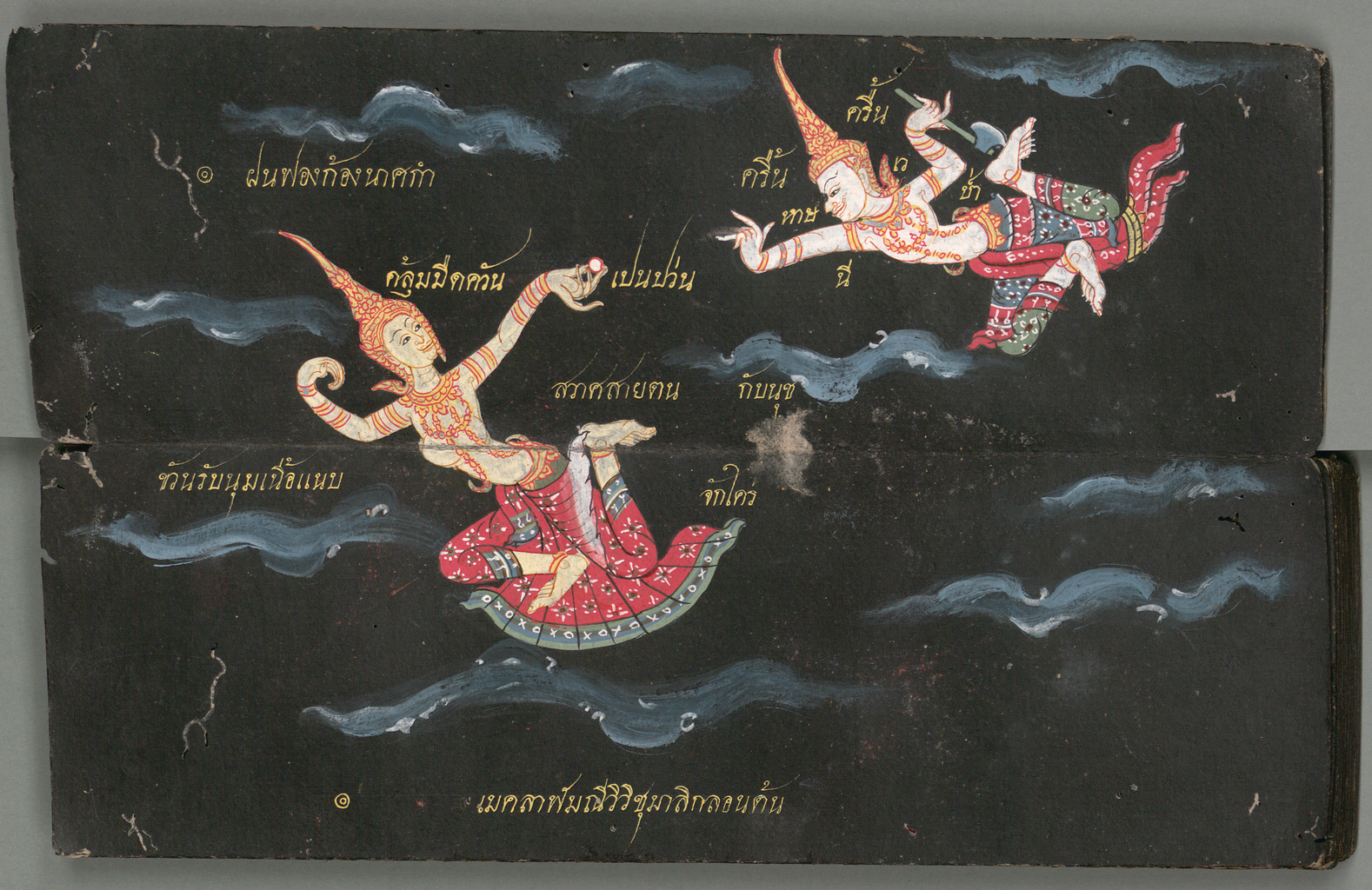
19세기 후반 태국 시의 사무트 코이(samut khoi)에서 메칼라와 라마수라의 그림. 현재 이 작품은 독일 바이에른 주립 도서관이 소장하고 있다.

마니메칼라 (Maṇīmekhalā)는 힌두-불교 신화의 여신이다. 그녀는 동남아시아 신화의 일부로서, 바다, 즉 인도양과 남중국해의 수호자로 묘사된다. 그녀는 난파선에서 고결한 존재를 보호하기 위해 카툼마하라지카(Cātummahārājika)에 의해 인간 세상에 내려오게 되었다. 그녀는 난파선에서 마하나자카 자타카 (Mahajanaka Jataka)를 비롯한 여러 불교 이야기에 등장하며, 마하니파타 왕자를 난파선에서 구출한다.

## 어원
팔리어에서 'maṇīmekhalā'는 보석의 거들(girdle) 또는 허리띠를 뜻한다. 동남아시아 지역에서 그녀는 마니 마이칼라(버마어: မဏိမေခလာ), 모니 메칼라(크메르어: មណីមេខលា) 또는 니엉 메칼라(크메르어: នាងមេខលា), 태국어로는 마니 메끄알라(태국어: มณีเมขลา) 라고도 알려져 있다.

## 동남아시아 본토

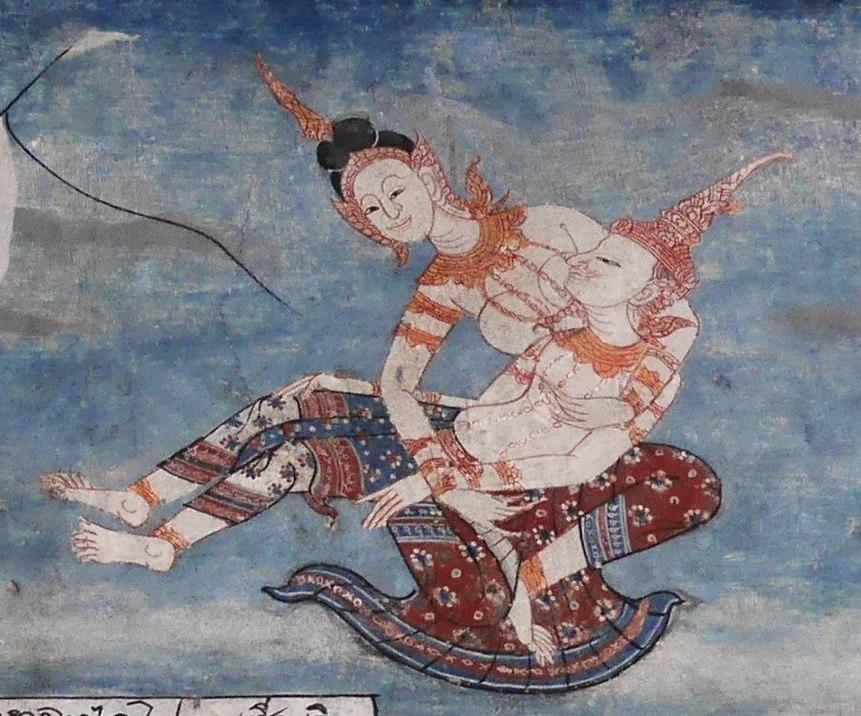
마하자나카에서의 마니메칼라

구호의 형태로 된 마니메칼라의 고고학적 증거는 미얀마의 조토케에서 찾을 수 있다. (Zothoke, 빌린(Bilin)(en) 근처에 있는 도시. 역사는 기원후 1,000년까지 거슬러 올라간다)
마니메칼라는 마하자나카의 모습을 그린 인도차이나 반도 본토의 와트 그림에서도 볼 수 있다. 태국과 캄보디아에서 그녀는 번개와 바다의 여신으로 믿어진다.

### 마니메칼라와 라마수라
마니메칼라와 라마수라(Ramasura)의 이야기는 캄보디아와 태국의 고전 문학에서 여러 번 등장한다. 이것은 라마수라 (일반적으로 파라슈라마와 같은 묘사로 등장함)와 아르주나와 함께 마니메칼라를 묘사한다. 전설에 따르면, 번개와 천둥이 일어나는 현상은 마니메칼라의 수정 구슬이 반짝이는 것과 라마수라가 하늘을 뚫으며 그녀를 쫓아가는 소리에서 생겨난다고 한다.

## 스리랑카에서
스리랑카에서 마니메칼라는 바다의 여신으로 간주된다. 대표적인 불교 문학 중 하나로 볼 수 있는 타밀어 서사시인 〈마니메칼라이〉에서 그녀는 이 이야기의 여주인공을 잠들게 하고 마히팔라밤 섬(Maṇipallavam, Nainatheevu라고도 알려짐)으로 데려간다. 신과 악마의 순환(cycle of the god Devol)에서 후반에 스리랑카와 그의 침몰한 선박에 접근했을 때, 신 제석천(Śakra)의 지시에 따라 그를 구하기 위해 돌배 한 척을 떠올리게 하는데(conjures up) 이는 마니메칼라가 한 것이다.

## 춤

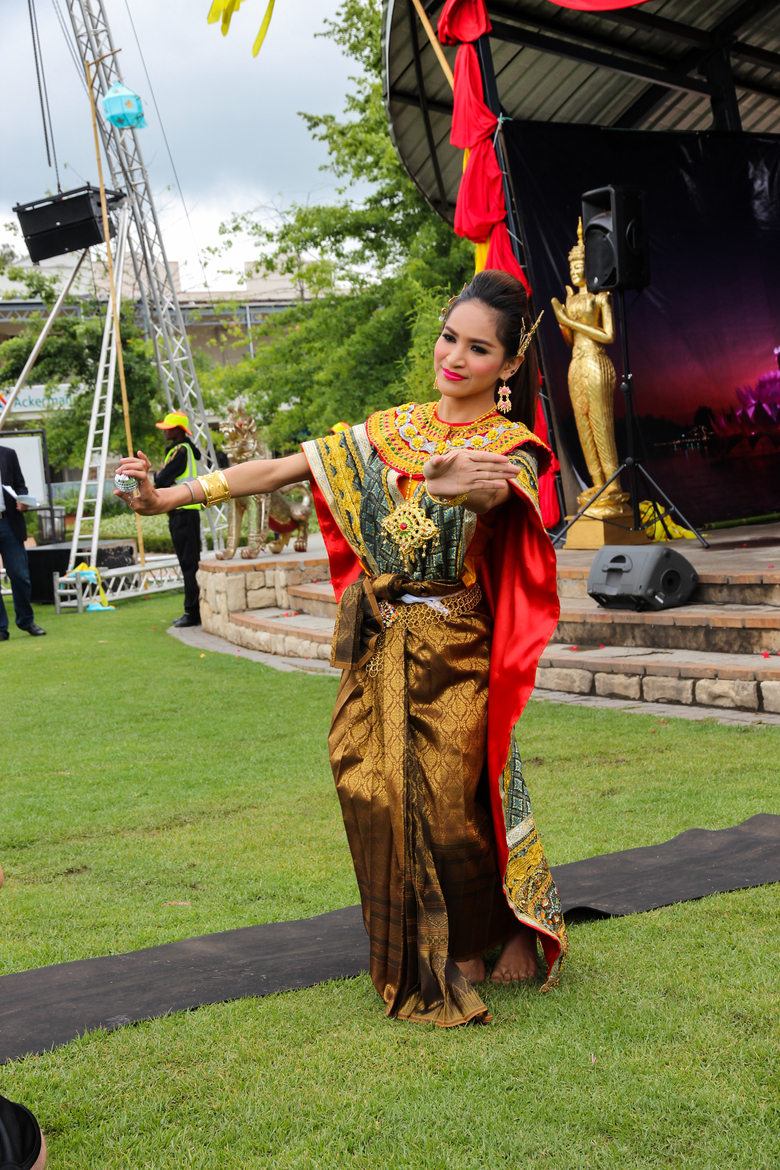
태국식 메끄알라(Mekkhala) 춤.

### 캄보디아
로밤 모니 메칼라(Robam Moni Mekhala) (크메르어: របាំមុនីមេខលា 로밤 메칼라-레아메소르(Robam Mekhala-Reamesor) 라고도 한다)는 모니 메칼라와 레아메소르의 이야기를 묘사하는 크메르 전통 무용이다. 크메르 전통 춤 중 가장 신성한 춤 중 하나 인 부옹 쑹(buong suong) 무용 모음곡의 일부로 땅에 비를 불러 일으키는 의식적인 목적을 위해 추기도 한다.

### 태국
태국에서 메끄알라-라마순(Mekkhala–Ramasun) 춤은 라콘나이(lakhon nai) 또는 콘 춤(khon) 등의 주 공연을 하기 전에 소개 공연으로서 보억 룽(boek rong, '서곡 춤')으로 공연되었다.

## 현대에서의 사용
- 미얀마의 인기 팝 가수 메칼라(Maykhala)는 마니메칼라에서 예명을 따왔다.
- 마니메칼라 라는 이름을 어원으로 하여 2002년과 2008년에 '태풍 메칼라'라는 이름으로 태국에서 이름붙여지기도 했었다.

## 같이 보기
- 아르주나
- 마니메칼라이
- 인근 인도네시아 전설에 나오는 바다의 여신 Nyai Roro Kidul